# Pomnik Oskara Langego
Pomnik Oskara Langego – wzniesiony we Wrocławiu u na terenie Uniwersytetu Ekonomicznego.
Pomnik Oskara Langego w formie popiersia (wykonanego ze sjenitu) na granitowym cokole wzniesiono dla upamiętnienia nadania uczelni (wówczas: Akademia Ekonomiczna) imienia uczonego i odsłonięto 2 października 1974 r. Autorem rzeźby jest Władysław Tumkiewicz. Pomnik stoi na szerokim, jednostopniowym podium ze sjenitu, a otoczenie wyłożono granitowymi płytami. Na cokole widnieją napisy: OSKAR LANGE i niżej: WIELKIEMU UCZONEMU PRACOWNICY, STUDENCI I ABSOLWENCI AKADEMII EKONOMICZNEJ. .
Ze względu na związki Langego z reżimem PRL, ten pomnik budzi kontrowersje i pojawiają się żądania jego usunięcia. Jednak uczelnia nie chce likwidacji pomnika.